# 石光暹
石光暹（？—1900年），宿松人，清朝政治人物、進士出身。
光緒二十四年，登進士，殿試二甲第一百零九名，同年五月，以主事分部学习，签分吏部考功司，奏充禄米仓差务。光緒二十六年去世。